# Dům partnerství
Městský dům č. p. 12 je nárožní dům v Sokolské ulici v sousedství domu č. p. 10 ve Vidnavě v okrese Jeseník. Byl zapsán do seznamu kulturních památek ČR před rokem 1988 a je součástí městské památkové zóny Vidnava. V domě je umístěno muzeum s expozicí osidlování Vidnavska.

## Historie
Významný urbanistický rozvoj města probíhal na přelomu 15. a 16. století; vyvrcholil v roce 1551 výstavbou renesanční radnice. Další vliv na renesanční přestavbu města měl požár v roce 1574. V období třicetileté války město v roce 1632 vyhořelo a znovu se obnovovalo. Další přestavby v podobě dolnoslezského baroka přišly po požáru části města v roce 1713. Rozvoj plátenictví znamenal rozvoj výstavby po skončení sedmileté války. V třicátých letech 19. století byla zbourána převážná část hradeb i obě městské brány. Podle mapy stabilního katastru lze zaznamenat růst města jehož vrcholem je rok 1850, kdy se soudím okresem stal Jeseník. Ve Vidnavě pak byly nejvýznamnějšími stavbami nová radnice (1867), gymnázium (1871), škola (1887) s kaplí (1898) a filiálním domem (1914) boromejek, kostel svatého Františka z Assisi (1897) nebo stavba železnice (1897). V období první republiky začala Vidnava upadat. V druhé polovině 20. století byla řada cenných měšťanských domů zbořena nebo zcela přestavěna. Na místo nich byly postaveny panelové domy. V roce 1992 bylo po vyhlášení památkové zóny městské historické jádro konsolidováno.
Mezi domy památkové zóny patří nárožní dům na Sokolské ulici čp. 11, který byl postaven na středověkém jádře, z renesančního slohu upraven v baroku a přestavěn do nynější podoby v polovině 19. století. Dům byl dlouhou dobu opuštěn. V roce 1979 byla rekonstrukce přerušena z důvodu požáru. V roce 1994 byl staticky zajištěn a v roce 1999 probíhala stavební úprava na Dům partnerství. Po generální opravě se v domě nachází společenský sál, muzeum, městská knihovna, klubové místnosti a květinářství. Dne 20. dubna 2002 bylo v Domě partnerství otevřeno muzeum osídlování Vidnavska. Expozice byla přesunuta ze zámku ve Vidnavě. Expozice je rozdělena na část: historie, geomorfologie, zoologie, ukázka černé středověké kuchyně a prezentace významných osobností z Vidnavy a okolí.

## Popis
Měšťanský dům je nárožní jednopatrová pětiosá zděná stavba, krytá valbovou střechou a dochovaným mázhausem. Průčelí je omítnuto hladkou omítkou. Je členěno kordonovou římsou a ukončeno hlavní římsou. V přízemí v ose je prolomen pravoúhlý vchod se čtyřmi stupni kamenného schodiště a empírovou dveřní výplní. Vlevo je jedno pravoúhlé okno, vpravo je výkladní okno s pravoúhlým vstupem. Vstupní chodba má valenou klenbu s lunetami, průchod do dvora má valenou segmentovou klenbu. V pravé části přízemí jsou místnosti zaklenuty dvěma poli křížové klenby a v levé části je segmentová klenba. Místnosti v patře mají plochý strop. Boční fasáda je čtyřosá.